# Skew (Satellit)
Der Skew (engl. Schiefe, Schrägstellung) gibt bei Empfangsanlagen für geostationäre Satelliten die Abweichung der vertikalen Polarisation des Empfangssignals von der geografischen Vertikalen an. Für optimalen Empfang muss das LNB vor der Satellitenschüssel um den Skew-Winkel geneigt montiert werden. Deshalb wird für Skew auch der Begriff LNB-Tilt (engl.: Neigung, Schieflage, Verkippung) verwendet. Ein noch besserer Wirkungsgrad der Gesamtanlage kann bei fest montierten Offset-Parabolreflektoren dadurch erzielt werden, dass nicht ein LNB, sondern gleich ein gesamter Spiegel um den Tilt-Wert geneigt montiert wird. Von hinter dem Spiegel in Richtung Satellit gesehen muss der Spiegel oder das LNB bei positivem Skew-Wert im Uhrzeigersinn gedreht werden (bei negativem Wert entspr. gegen den Uhrzeigersinn).

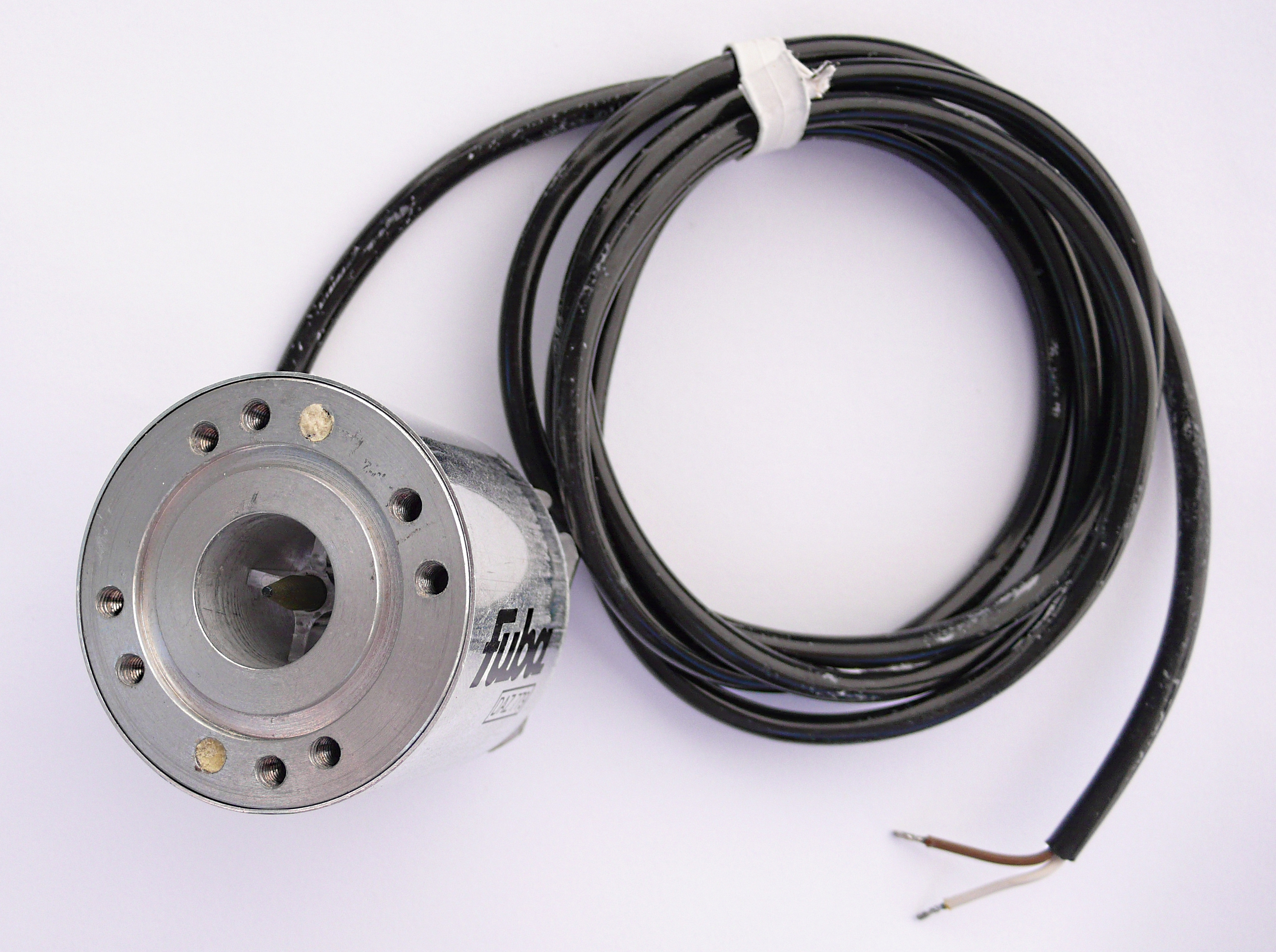
Polarisationssteuerung durch magnetisierten Ferritstab

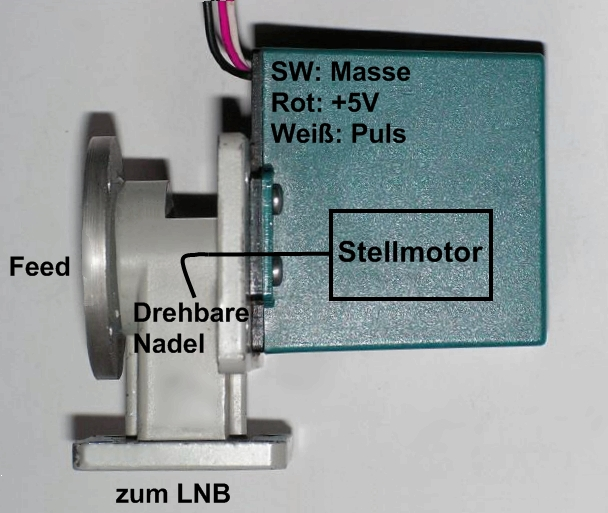
Historischer mechanischer Polarisator

LNBs für zirkular polarisierte Signale (linksdrehend und rechtsdrehend) benötigen keine Skew-Korrektur, da ein Kreis unabhängig von der Drehung gleich aussieht. Während zirkular polarisierte Signale im C- und Ka-Band überwiegen, dominiert im Ku-Band die lineare Polarisation (horizontal und vertikal). In Europa sind zirkulare Ku-Band-Signale von russischen Programmen auf Eutelsat 36B/36C und Express AT1 zu empfangen.

## Skew bei Sat-Drehanlagen
Betrachtet man von Mitteleuropa aus mögliche geostationäre Satellitenpositionen, so beschreiben diese einen Kreisbogen, von Westen am Horizont aufsteigend genau im Süden im Zenit stehend, gegen Osten am Horizont wieder verschwindend. Mit einem sogenannten Polarmount ausgerüstete Sat-Drehanlagen fahren beim Bewegen der Sat-Antenne exakt diesen Kreisbogen nach. Eine Polarisation von Nachrichtensatelliten ist normalerweise linear zum Äquator ausgerichtet, die korrekte Polarisation (Skew) stellt sich dadurch bei Drehanlagen automatisch ein. Eine Ausnahme bilden Direktempfangssatelliten wie der Astra 1M, deren Polarisation ist oft auf ein Empfangs-Zielgebiet ausgerichtet und nicht zum Äquator. Manche Drehanlagen verfügen daher über einen sogenannten Polarizer, der diese Abweichung für jeden Satelliten zusätzlich ausgleichen kann.
Starr montierte Empfangsanlagen, die heute meist über keinen Polarizer mehr verfügen, müssen den Skew hingegen bei der Montage berücksichtigen. Bei in Europa häufig genutzten Satelliten wie Astra kann aber durch dessen Polarisationsausrichtung auf sein Haupt-Zielgebiet dieser Effekt fast außer Acht gelassen werden, es genügt, die Empfangsanlage und das LNB lotrecht zu montieren.